# Новомихайлівка (Генічеський район)
Новомиха́йлівка (в минулому — Ташкинкен) — село в Україні, у Новотроїцькій селищній громаді Генічеського району Херсонської області. Населення становить 894 осіб.

## Географія
Село розташоване за 25 км від центру громади і за 15 км від найближчої залізничної станції Новоолексіївка. Площа: 43,694 км².

## Історія
Село, яке спочатку називалося Великий Ташкишкен, вперше в історичних документах згадується у 1821 році.
Станом на 1886 рік у селі Ново-Троїцької волості Дніпровського повіту Таврійської губернії мешкало 550 осіб, налічувалось 87 дворів, існували молитовний будинок та 2 лавки.
12 червня 2020 року, відповідно до розпорядження Кабінету Міністрів України № 713-р «Про визначення адміністративних центрів та затвердження територій територіальних громад Запорізької області», увійшло до складу Новотроїцької селищної громади.
17 липня 2020 року, в результаті адміністративно-територіальної реформи та ліквідації  Новотроїцького району, увійшло до складу Генічеського району.
24 лютого 2022 року село тимчасово окуповане російськими військами під час російсько-української війни.